# Beausejour Stadium
Beausejour Stadium – wielofunkcyjny stadion w Gros Islet na Saint Lucia. Jest obecnie używany głównie dla meczów piłki nożnej oraz krykieta. Mieści 20000 osób. Swoje mecze rozgrywa na nim reprezentacja Saint Lucia w piłce nożnej oraz drużyna piłkarska Northern United.